# Calliteara pudibunda
Calliteara pudibunda je vrsta noćnog leptira iz porodice Erebidae. Prisutna je u većem delu Evrope i pojedinim delovima Centralne Azije.

## Stanište
Vrsta u Srbiji ne pokazuje specifične zahteve po pitanju staništa, ali je odsutna sa većih nadmorskih visina. Polifagna je i hrani se liščem mnogim širokolisnim drvenastim i žbunastim biljkama, poput hrasta (Quercus), breze (Betula), leske (Corylus avellana), divlje jabuke (Malus sylvestris), različitih vrba (Salix), šimširike (Berberis vulgaris), ali i gajenim sortama voća. Samim tim, prisutna je kako u šumskim staništima, tako i u parkovima, na periferiji gradova, baštama i voćnjacima.

## Ekologija vrste
Calliteara pudibunda ima jednu generaciju godišnje. Odrasle jedinke lete od aprila do sredine leta, a gusenice su prisutne do oktobra. Stadijum u kom vrsta prezimljava je lutka.
Noćni su letači, ponekad privučeni veštačkom svetlošću. Preko dana, sakriveni su u krošnjama drveća. U zavisnosti od populacione dinamike, moguće je lokalno i sporadično prenamnožavanje, koje može rezultirati u nanošenju štete u voćnjacima. Gusenice imaju dug period razvitka, i rastu sporo.

## Biologija i morfologija
Adulti imaju izraženi polni dimorfizam. Ženke imaju krupnije telo i veći raspon krila, dok su antene mužjaka krupnije i razgranate.
- Mužjak
- Ženka
- Jaja
- Gusenica (žuta forma)
- Gusenica (broun forma)

Prednja krila mužjaka su tamno pepeljasto siva, a prednja krila ženki žućkasto siva. Kod oba pola prisutne su markacije na krilima koje variraju u intezitetu. Ženke polažu jaja jednoslojno, u proseku 100 po polaganju, na koru drveća u visini do 4 metra. Jaja su sferična, bleda, pri čemu je generalna boja siva sa primesama plavičaste. Gusenice se značajno menjaju tokom presvlačenja, ali su uvek izrazito dlakave. Po izgledanju, gusenicu odlikuju  veoma duge, crne sete. Zrele gusenice imaju prepoznatljivu žutu boju, široke i potpune crne intersegmentalne prstenove, i jedan pramen roze do crvenkastih seta kaudalno. Ipak, najistaknutija karkateristika je zajendička za sve pripadnike tribusa Orgyiini, a to je prisustvo više busenova seta iste dužine, dorzalno. Calliteara pudibunda ih ima četiri i boja im varira od bele, preko intenzivno žute do narandžaste. Lutka je tamno mrka, dlakava i ima nastavke na vrhu. Prezimljava unutar tankog sivo smeđeg kokona gusto ispletenog od svilenih niti, najčešće u stelji.

## Galerija
- Zrela gusenica
- C.pudibunda
- C.pudibunda
- C.pudibunda
- C.pudibunda
- C.pudibunda
- C.pudibunda
- C.pudibunda
- C.pudibunda
- C.pudibunda
- C.pudibunda
- C.pudibunda
- C.pudibunda
- C.pudibunda
- C.pudibunda
- C.pudibunda

## Spoljašnje veze
- Kimber, Ian. „72.015 BF2028 Pale Tussock Calliteara pudibunda (Linnaeus, 1758)”. UKMoths. Приступљено 14. 5. 2020.
- Savela, Markku (8. 1. 2019). „Calliteara pudibunda (Linnaeus, 1758)”. Lepidoptera and Some Other Life Forms. Приступљено 14. 5. 2020.